# Guds børn
Guds børn er en dansk spillefilm fra 1999 med instruktion og manuskript af Karsten Baagø og Claus Klok. Filmen, der er på vestjysk med danske undertekster, er en nedklippet version af en dramadokumentarisk tv-serie af samme navn (længde: 3 timer) produceret af TV Midtvest. Maleren Niels Bjerres dagbøger har været en del af grundlaget for manuskriptet.

## Handling
Historien udspiller sig omkring en ulykke i Harboøre i 1897, hvor redningsbåden Liløre forliste under redningsarbejde, og dens besætning på tolv fiskere fra byen omkom. Begravelserne blev forrettet af den meget omdiskuterede præst Carl Moe, som ikke gik af vejen for over en kiste at erklære den døde for nu værende i Helvede, hvis han var blandt de ikke-troende.

## Medvirkende
- Anna Lica - Ane Kirstine Liløre
- Claus Klok - Lægprædikant Niels Kr. Laugesen
- Karsten Baagø - Tilrejsende journalist